# Estação Ecológica Juami-Japurá
A Estação Ecológica de Juami-Japurá está localizada no estado do Amazonas na região norte do Brasil. O bioma predominante é o da Floresta Amazônica.